# Koxhausen

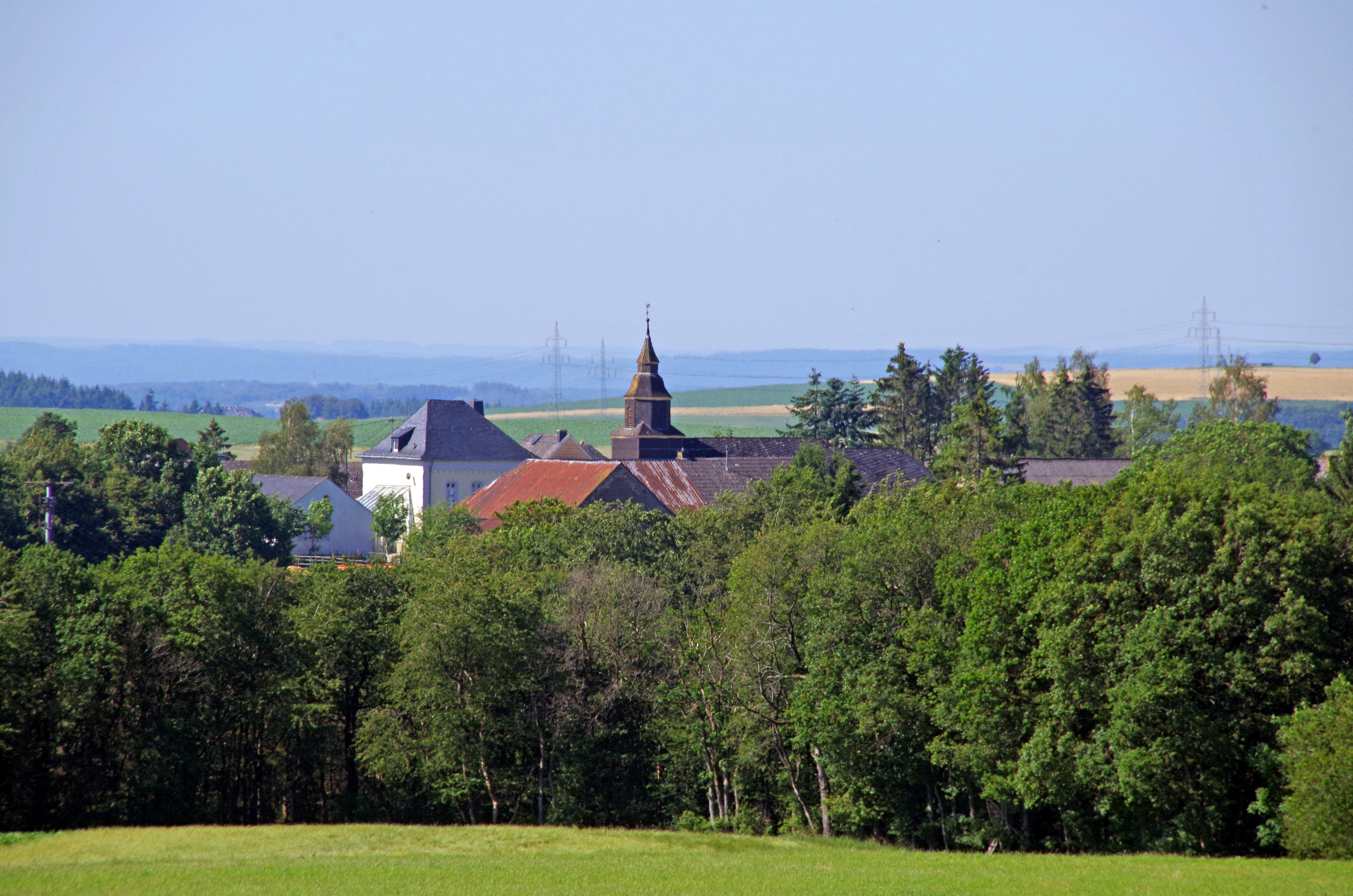
Ortskern mit Kirche und Pfarrhaus

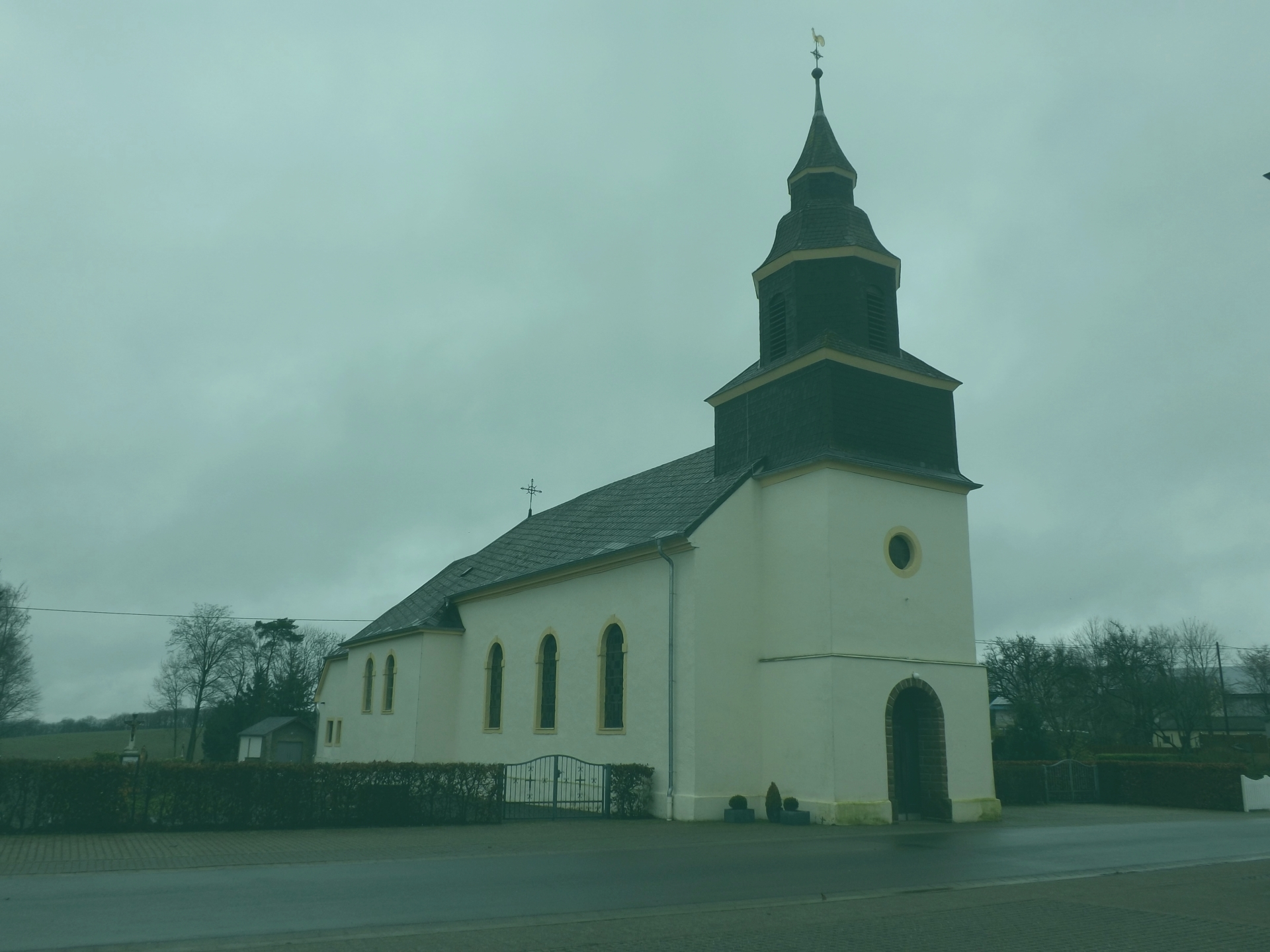
Kirche St. Cosmas und St. Damian

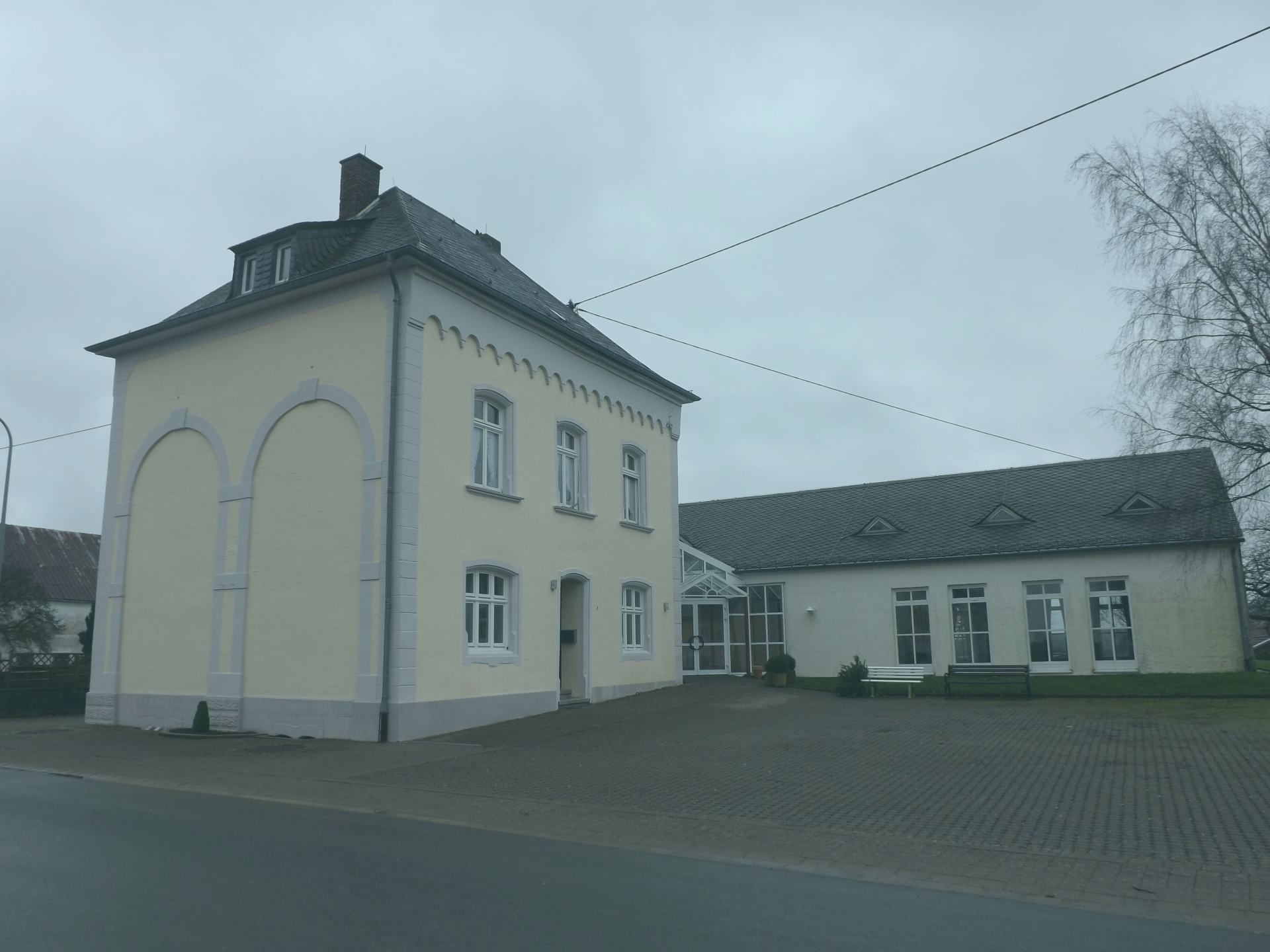
Altes Pfarrhaus

Koxhausen ist eine Ortsgemeinde im Eifelkreis Bitburg-Prüm in Rheinland-Pfalz. Sie gehört der Verbandsgemeinde Südeifel an.

## Geographie
Koxhausen liegt im Naturpark Südeifel. Nachbargemeinden sind Berscheid, Hütten, Herbstmühle und Muxerath.

## Geschichte
Der Ort wurde 1372 erstmals als Cixhausen urkundlich erwähnt, seine Entstehung als Rodungsdorf wird für das 12. Jahrhundert vermutet.
Die Entwicklung des Dorfes wurde mehrmals durch die allgemeinen Ereignisse zurückgeworfen. Im 14. und 15. Jahrhundert war auch Koxhausen von der Pest betroffen, nach dem Dreißigjährigen Krieg waren von neun Haushaltungen nur noch zwei übriggeblieben. Bis zum Ende des 18. Jahrhunderts gehörte der Ort, damals noch „Kochshausen“ oder „Kockshausen“ geschrieben, zur Herrschaft Neuerburg im Herzogtum Luxemburg. Neben die Landwirtschaft trat im 18. und 19. Jahrhundert die Köhlerei als wichtige Erwerbsquelle.
Die Inbesitznahme des Linken Rheinufers durch französische Revolutionstruppen beendete die alte Ordnung. Kochshausen/Koxhausen wurde von 1795 bis 1814 Teil der Französischen Republik (bis 1804) und anschließend des Französischen Kaiserreichs. Der Ort wurde Sitz einer Mairie im Kanton Neuerburg, der verwaltungsmäßig zum Arrondissement Bitburg im Departement der Wälder gehörte.
Nach der Niederlage Napoleons wurde das Rheinland, und damit auch Koxhausen, 1815 auf dem Wiener Kongress dem Königreich Preußen zugeordnet. 1816 wurde der Ort Verwaltungssitz einer gleichnamigen Bürgermeisterei, die bis 1860 bestand und nachfolgend in die Bürgermeisterei Neuerburg-Land aufging (ab 1927 umbenannt in Amt Neuerburg-Land).
Nach dem Ersten Weltkrieg zeitweise französisch besetzt, und nach dem Zweiten Weltkrieg der französischen Besatzungszone zugeordnet, ist der Ort seit 1946 Teil des damals neu gebildeten Landes Rheinland-Pfalz. Koxhausen gehörte seit 1970 zu der im Rahmen der ersten rheinland-pfälzischen Verwaltungsreform durch die Zusammenfassung bisheriger Ämter entstandenen Verbandsgemeinde Neuerburg, die wiederum 2014 in die heutige Verbandsgemeinde Südeifel aufging.
Der einsetzende Strukturwandel führte dazu, dass das stark landwirtschaftlich geprägte Koxhausen sich in den letzten Jahrzehnten zu einer Wohngemeinde mit vielen Pendlern gewandelt hat. Gab es nach dem Zweiten Weltkrieg noch 16 landwirtschaftliche Familienbetriebe, waren 2017 nur noch ein Voll- und einige Nebenerwerbslandwirte tätig.
Bevölkerungsentwicklung

Die Entwicklung der Einwohnerzahl von Koxhausen, die Werte von 1871 bis 1987 beruhen auf Volkszählungen:
| Jahr | Einwohner |
| ---- | --------- |
| 1815 | 74        |
| 1835 | 129       |
| 1871 | 148       |
| 1905 | 124       |
| 1939 | 171       |
| 1950 | 158       |
| 1961 | 147       |

| Jahr | Einwohner |
| ---- | --------- |
| 1970 | 124       |
| 1987 | 112       |
| 1997 | 104       |
| 2005 | 108       |
| 2011 | 115       |
| 2017 | 107       |
| 2023 | 97        |

## Politik

### Gemeinderat
Der Gemeinderat in Koxhausen besteht aus sechs Ratsmitgliedern, die bei der Kommunalwahl am 9. Juni 2024 in einer Mehrheitswahl gewählt wurden, und der ehrenamtlichen Ortsbürgermeisterin als Vorsitzender.

### Bürgermeister
Karin Flesch wurde am 29. Juli 2024 Ortsbürgermeisterin von Koxhausen, nachdem sie in der vorangegangenen Wahlperiode als bisherige Erste Beigeordnete bereits seit November 2022 die Amtsgeschäfte ausgeübt hatte. Da für die Direktwahl am 9. Juni 2024 kein Wahlvorschlag eingereicht wurde, oblag die Neuwahl des Bürgermeisters gemäß rheinland-pfälzischer Gemeindeordnung dem Rat. Dieser entschied sich auf seiner konstituierenden Sitzung für Karin Flesch.
Fleschs Vorgängerin Rita Enders hatte das Amt 2009 übernommen. Zuletzt bei der Direktwahl am 26. Mai 2019 war sie mit einem Stimmenanteil von 70,21 % für weitere fünf Jahre in ihrem Amt bestätigt worden. Mit Wirkung zum 1. November 2022 legte Rita Enders jedoch ihr Ehrenamt vorzeitig nieder. Es konnte zunächst in der laufenden Wahlperiode nicht neu besetzt werden. Der Vorgänger von Rita Enders, Heinz Antony, hatte das Amt von 1994 bis 2009 inne.

### Wappen
| Wappen von Koxhausen | Blasonierung: „Schild zweimal gespalten, vorne in Silber ein schwarzer Balken, hinten in Rot ein silberner Balken, in der Mitte in Gold ein senkrecht und waagerecht getrenntes schwarzes Hochkreuz mit roter Schlange.“ |
| Wappen von Koxhausen | Wappenbegründung: Koxhausen gehörte im Mittelalter zur Grafschaft Vianden und grenzte an die Herrschaft Neuerburg. Abweichend von der ursprünglichen Form des Wappens der Herren von Neuerburg (= schwarzer Schrägbalken in Silber), wurde aus ästhetischen Gründen der waagerechte Balken gewählt. Die Farben Silber und Schwarz weisen allein schon auf die Herrschaft Neuerburg hin. Die Patrone der Pfarrei und des Ortes sind die hl. Kosmas und Damianus, die Schutzpatrone der Heilkunde. Der Äskulap-Stab (Symbol der Medizin) als geteiltes Kreuz ausgeführt, weist einmal darauf hin, dass es sich um zwei Heilige handelt und symbolisiert gleichzeitig das Martyrium, das beide Heilige erlitten haben. |

## Kultur und Sehenswürdigkeiten

### Bauwerke

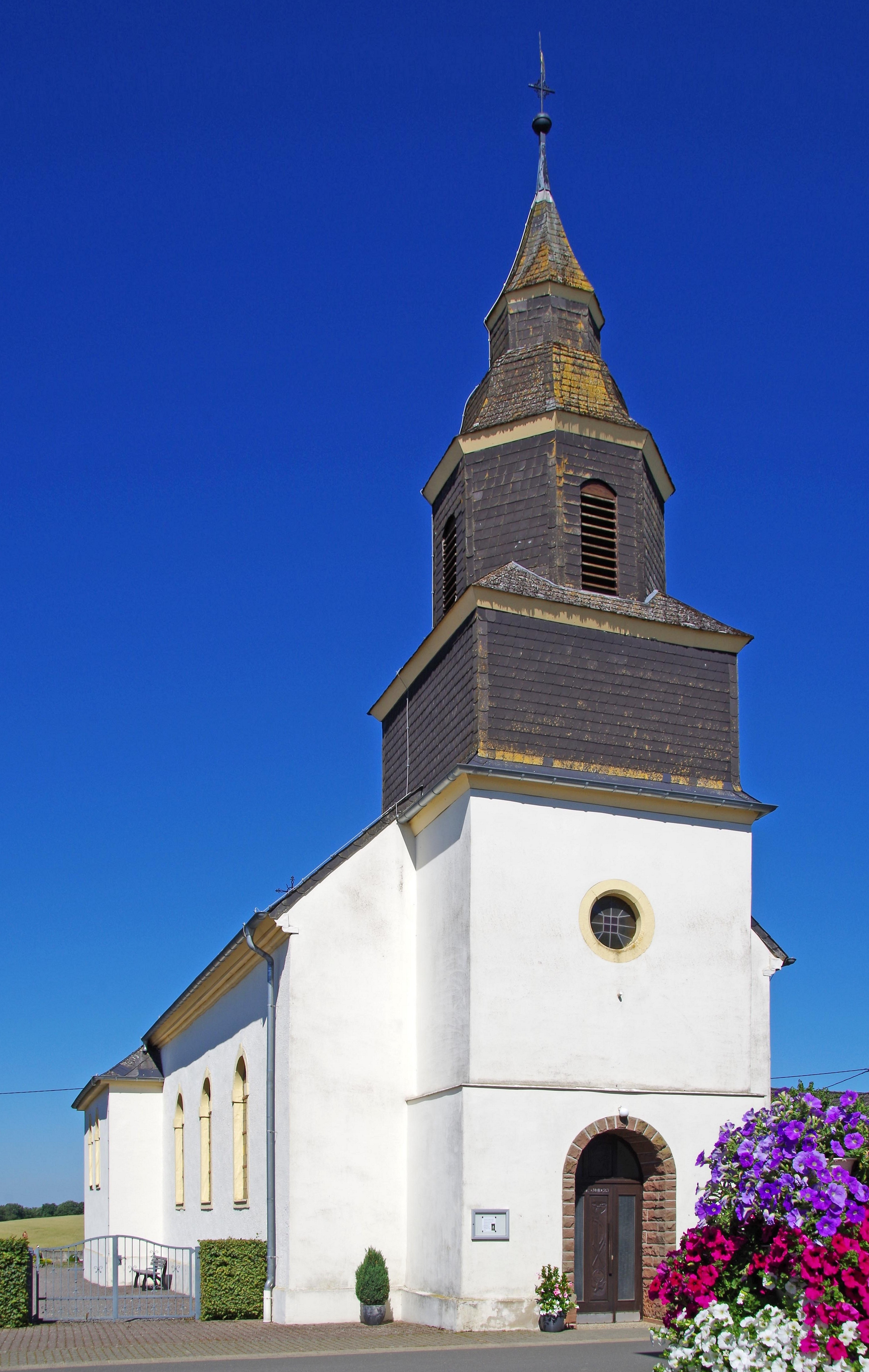
Eine 1712 erbaute Kapelle wurde 1836 zur Pfarrkirche ausgebaut und 1922 erweitert. Sie ist den Heiligen Cosmas und Damian geweiht und ist mit barocken Altären und Rokokofiguren ausgestattet.  - Ostseite der Kirche
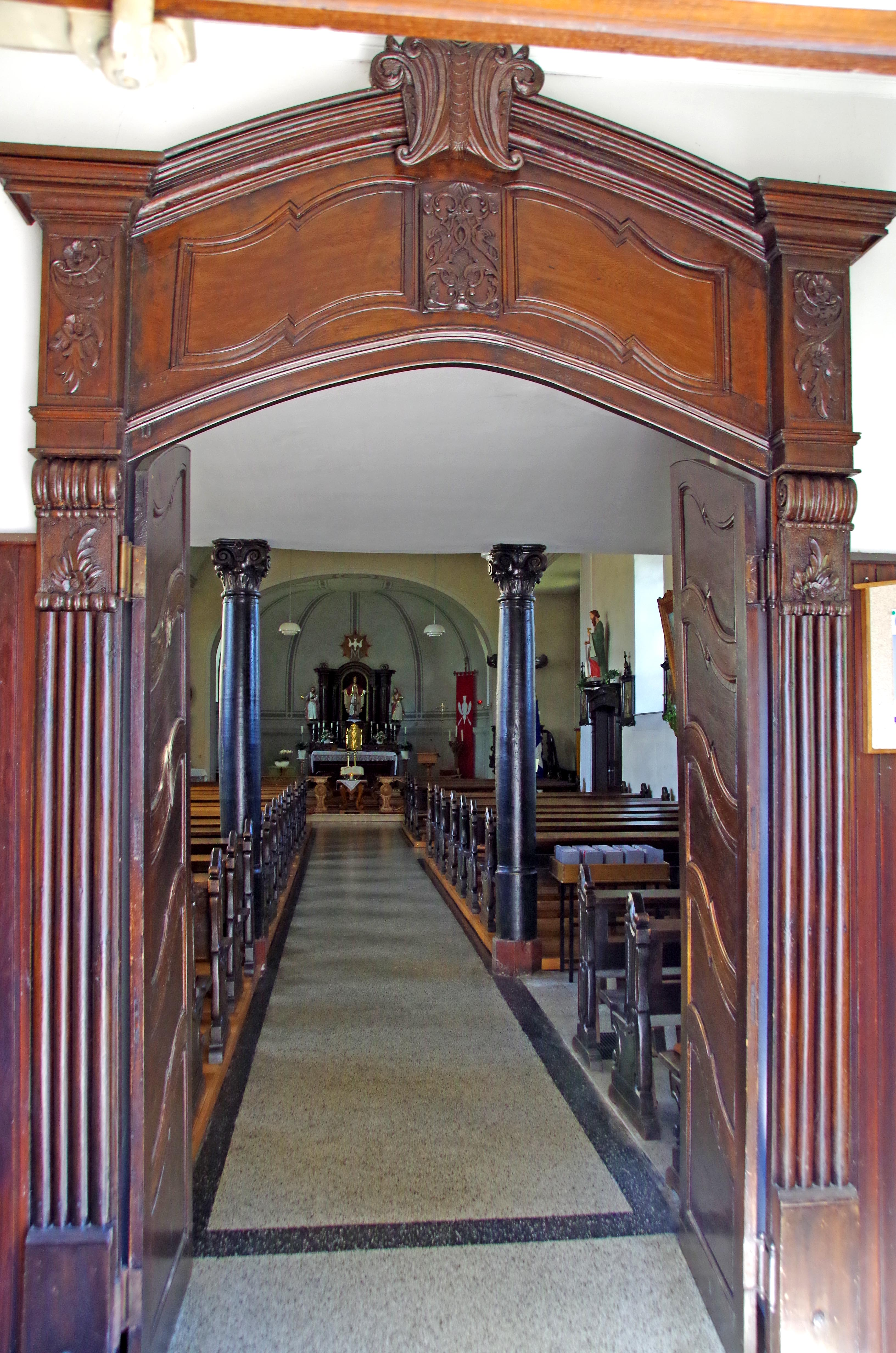
Eingang
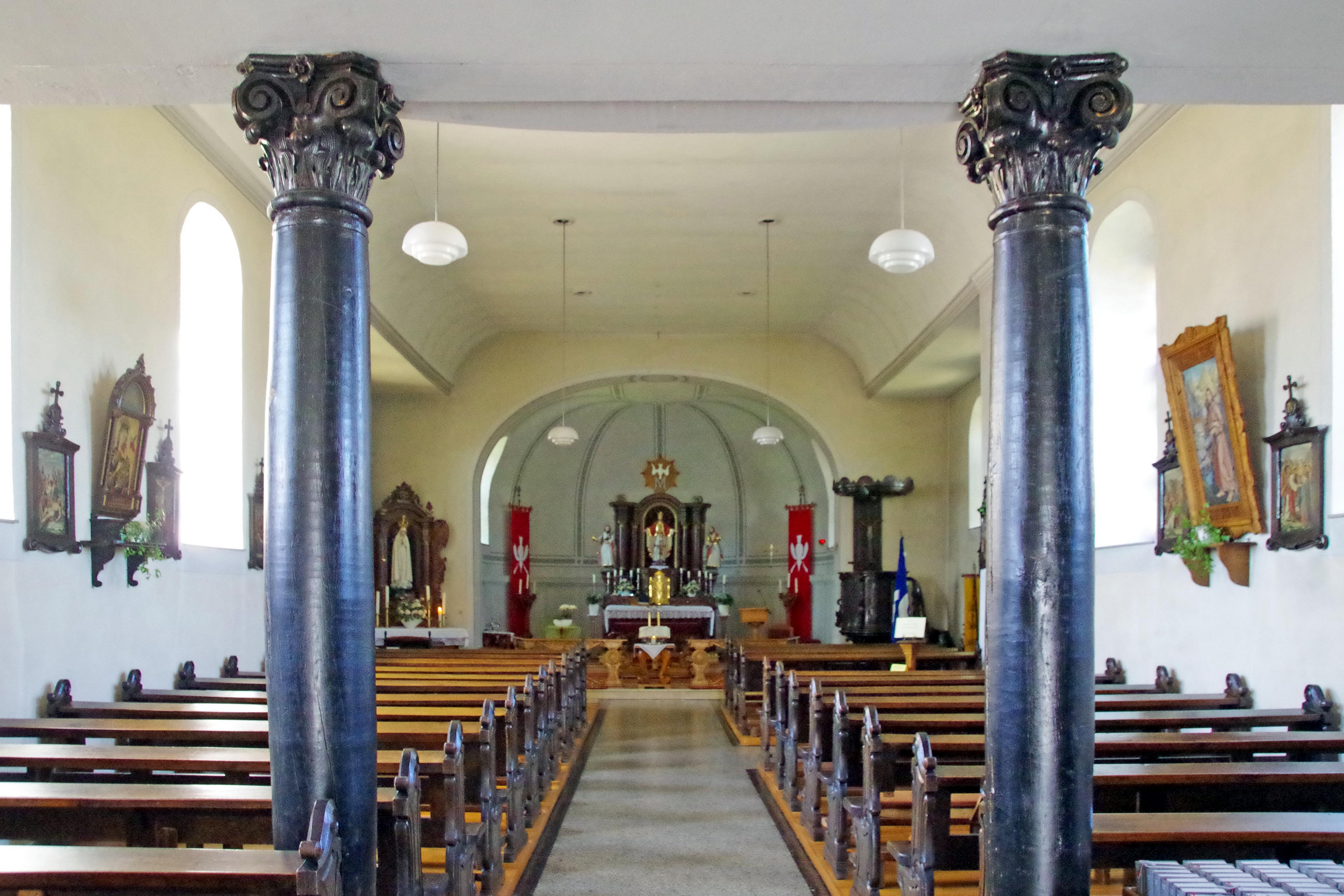
Innenraum
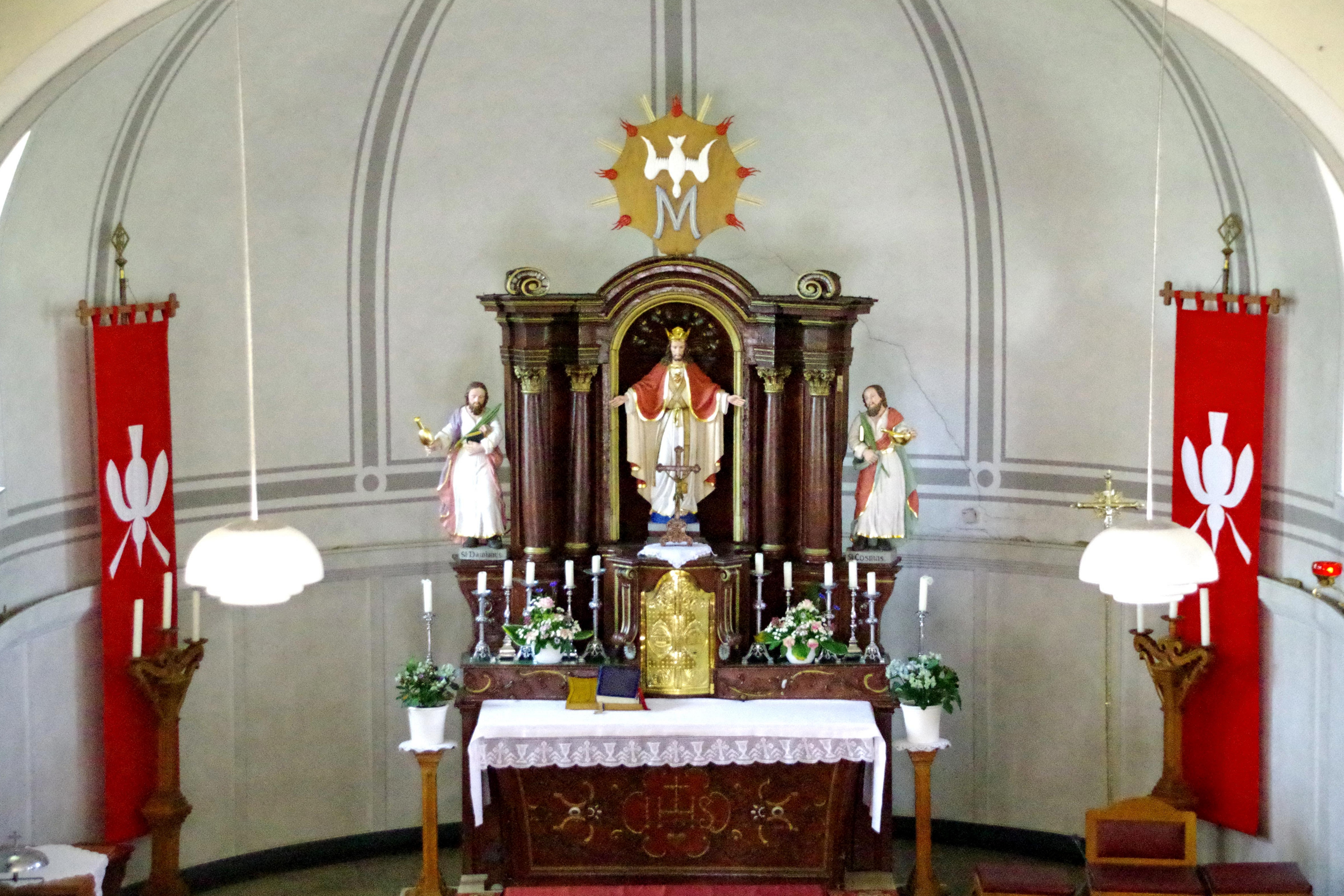
Hochaltar
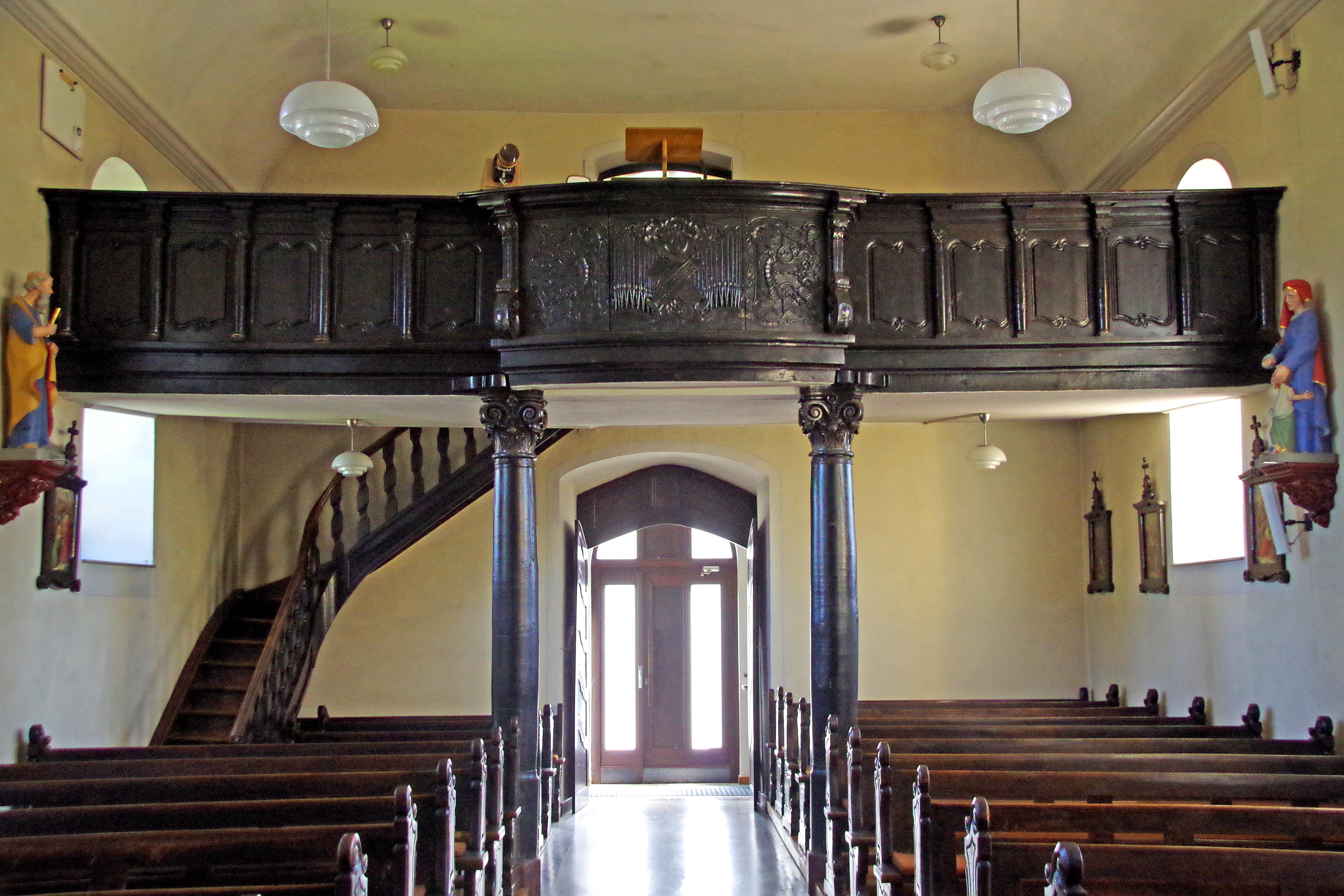
Empore
  - Eingang
  - Innenraum
  - Hochaltar
  - Empore
- Bildstock um 1907 in der Burgstraße
- Altes Pfarrhaus

Siehe auch: Liste der Kulturdenkmäler in Koxhausen

### Grünflächen und Naherholung
- Wanderrouten in und um Koxhausen[16][17][18]
- Kinderspielplatz beim Dorfgemeinschaftshaus

### Regelmäßige Veranstaltungen
- Hüttenbrennen am ersten Wochenende nach Aschermittwoch (sogenannter Scheef-Sonntag)[19][20]
- Traditionelles Ratschen oder Klappern am Karfreitag und Karsamstag[21]
- Aufstellen des Maibaums[21]
- Zweijährliches Opel Hecktriebler-Treffen am ersten Augustwochenende[4][22]
- Martinsumzug mit Martinsfeuer[21]

## Wirtschaft und Infrastruktur

### Windpark
In den Jahren 1995, 1996 und 2002 wurde der Windpark Koxhausen-Neuerburg-Leimbach in Betrieb genommen. 12 Windenergieanlagen vom Typ Enercon E-40/5.40 und eine Windenergieanlage vom Typ Enercon E-40/6.44 liefern eine Jahresproduktion von 6,5 Megawattstunden. Der Windpark war bei Inbetriebnahme der Erweiterung 1995 der größte Binnenlandwindpark Europas.
Siehe auch: Liste von Windkraftanlagen in Rheinland-Pfalz
Siehe auch: Liste der Windkraftanlagentypen von Enercon

### Öffentliche Einrichtungen
Ein Dorfgemeinschaftshaus (DGH) wurde 1993 im Rahmen des Dorferneuerungsprogramms an das Pfarrhaus angebaut.

### Verkehr
Koxhausen wird von der Kreisstraße K 50 an das überregionale Straßennetz angeschlossen.